# جوان لوري نيكسون
جوان لوري نيكسون (بالإنجليزية: Joan Lowery Nixon)‏ (3 فبراير 1927، لوس أنجلوس في الولايات المتحدة - 28 يونيو 2003، هيوستن في الولايات المتحدة)؛ كاتِبة مُتخصِّصة في أدب الأطفال، صحفية وروائية أمريكية.